# Raïssa Dapina
Raïssa Dapina (født 27. september 1995) er en kvindelig håndboldspiller fra Senegal. Hun spiller for Fleury Loiret HB og Senegals kvindehåndboldlandshold, som højre fløj.
Hun deltog ved verdensmesterskabet i håndbold 2019 i Japan.